# Maxim Veys
Maxim Veys (Gent, 7 mei 1987) is een Belgisch politicus voor Vooruit.

## Levensloop
Veys behaalde in 2010 het diploma van master in geschiedenis, specialisatie 19e-eeuwse wereldgeschiedenis, en in 2011 een master in de politieke wetenschappen, specialisatie internationale politiek aan de Universiteit Gent.
Hij was van 2012 tot 2014 metaalbewerker bij bouwbedrijf Amve Construct. Vervolgens was hij van 2014 tot 2018 kabinetsattaché van Kortrijks schepen Philippe De Coene en van 2018 tot 2019 beleidsmedewerker bij de provincie West-Vlaanderen. Hij was ook medeoprichter van muziekfestival Tacticz, oud-bestuurslid bij Jeugdhuis Reflex en van 2017 tot 2022 voorzitter van de sociale huisvestingsmaatschappij Wonen Kortrijk.
Veys sloot zich aan bij de toenmalige sp.a en was van 2016 tot 2017 internationaal secretaris van de JongSocialisten. In oktober 2018 werd hij eveneens verkozen tot gemeenteraadslid van Kortrijk.
Bij de Vlaamse verkiezingen van 26 mei 2019 werd Veys voor de kieskring West-Vlaanderen verkozen tot Vlaams Parlementslid. Als parlementslid  ging hij zetelen in de commissie Binnenlands Bestuur, Gelijke Kansen en Inburgering en zich toeleggen op het beleid rond huisvesting, stedelijke ontwikkeling, gelijke kansen en armoedebestrijding. Na zijn herverkiezing bij de Vlaamse verkiezingen van 9 juni 2024 werd Veys tot in maart 2025 voorzitter van de commissie Wonen, Toerisme, Klimaat en Energie, evenals vast lid van de commissie Leefmilieu, Natuur en Ruimtelijke Ordening.
Na de gemeenteraadsverkiezingen van oktober 2024 werd Maxim Veys in december van dat jaar lid van het bestuurscollege in Kortrijk en werd hij schepen van Zorg, Klimaat, Natuur en Kinderopvang. Om zich helemaal op dit ambt te richten, besloot hij in maart 2025 ontslag te nemen als Vlaams volksvertegenwoordiger.  
In april 2025 werd Veys door de Vlaamse regering benoemd tot voorzitter van de raad van bestuur van De Vlaamse Waterweg, het overheidsagentschap dat de Vlaamse waterwegen beheert. Hij volgde in deze functie Koen Anciaux op.